# ایستگاه راه‌آهن بندر پورتسموث
ایستگاه راه‌آهن بندر پورتسموث (انگلیسی: Portsmouth Harbour railway station) یک ایستگاه راه‌آهن در پورتسموث، انگلستان است.
این ایستگاه که در سال ۱۸۷۶ تأسیس شده جزئی از خط کوست‌وی غربی است.